# 4342 Freud
4342 Freud (1987 QO9) là một tiểu hành tinh vành đai chính được phát hiện ngày 21 tháng 8 năm 1987 bởi Eric Walter Elst ở La Silla.